# Prima Categoria Abruzzi e Molise 1959-1960
Il campionato di calcio di Prima Categoria 1959-1960 è stato il massimo torneo dilettantistico di quell'annata. A carattere regionale, fu il primo con questo nome dopo la riforma voluta da Bruno Zauli nel 1958.
I campioni regionali venivano promossi in Serie D, mentre era stato liberalizzato il formato del torneo: il Comitato Regionale Abruzzese decise di formare due gironi e di retrocedere alcune squadre.

## Girone A

### Squadre partecipanti
| Squadra                 | Città (provincia)             | Stagione precedente |
| ----------------------- | ----------------------------- | ------------------- |
| S.P. Atri               | Atri (TE)                     |                     |
| U.S. Pro Lanciano       | Lanciano (CH)                 |                     |
| S.S. Francavilla        | Francavilla al Mare (CH)      |                     |
| S.S. Giulianova         | Giulianova (TE)               |                     |
| A.S. Guardiagrele       | Guardiagrele (CH)             |                     |
| A.S. Mosciano           | Mosciano Sant'Angelo (TE)     |                     |
| A.C. Notaresco          | Notaresco (TE)                |                     |
| G.S. Nino Mezzanotte    | Pescara                       |                     |
| A.C. Ortona             | Ortona (CH)                   |                     |
| A.S. Penne              | Penne (PE)                    |                     |
| S.S. Pro Calcio Pescara | Pescara                       |                     |
| S.P. Rosetana           | Roseto degli Abruzzi (TE)     |                     |
| A.S. Santegidiese       | Sant'Egidio alla Vibrata (TE) |                     |
| U.S. Termoli            | Termoli (CB)                  |                     |

### Classifica finale
|  | Pos. | Squadra            | Pt | G  | V  | N | P  | GF | GS | DR  |
|  | ---- | ------------------ | -- | -- | -- | - | -- | -- | -- | --- |
|  | 1.   | Ortona             | 41 | 26 | 17 | 7 | 2  | 71 | 20 | +51 |
|  | 2.   | Giulianova         | 39 | 26 | 18 | 3 | 5  | 65 | 30 | +35 |
|  | 3.   | Francavilla        | 36 | 26 | 15 | 6 | 5  | 59 | 32 | +27 |
|  | 4.   | Atri               | 27 | 26 | 12 | 3 | 11 | 50 | 32 | +18 |
|  | 4.   | Santegidiese       | 27 | 26 | 11 | 5 | 10 | 48 | 39 | +9  |
|  | 6.   | Nino Mezzanotte    | 26 | 26 | 9  | 8 | 9  | 29 | 27 | +2  |
|  | 7.   | Pro Calcio Pescara | 25 | 26 | 9  | 7 | 10 | 36 | 43 | -7  |
|  | 8.   | Termoli            | 24 | 26 | 10 | 4 | 12 | 38 | 39 | -1  |
|  | 9.   | Pro Lanciano       | 23 | 26 | 10 | 3 | 13 | 37 | 38 | -1  |
|  | 10.  | Rosetana           | 22 | 26 | 8  | 6 | 12 | 31 | 41 | -10 |
|  | 11.  | Mosciano           | 21 | 26 | 7  | 7 | 12 | 29 | 50 | -21 |
|  | 11.  | Notaresco          | 21 | 26 | 8  | 5 | 13 | 31 | 53 | -22 |
|  | 13.  | Guardiagrele       | 20 | 26 | 8  | 4 | 14 | 32 | 65 | -33 |
|  | 14.  | Penne              | 12 | 26 | 3  | 6 | 17 | 29 | 75 | -46 |

Legenda:
      Ammesso alle finali regionali.
      Retrocesso in Prima Divisione.
Regolamento:
Due punti a vittoria, uno a pareggio, zero a sconfitta.
Pari merito in caso di pari punti.

## Girone B

### Squadre partecipanti
| Squadra                  | Città (provincia)                       | Stagione precedente |
| ------------------------ | --------------------------------------- | ------------------- |
| A.S. Angizia             | Luco dei Marsi (AQ)                     |                     |
| A.S. Aquilotti           | Avezzano (AQ)                           |                     |
| U.S. Chieti Scalo        | Chieti                                  |                     |
| S.S. Fucense             | Trasacco (AQ)                           |                     |
| S.C. Lettese             | Lettomanoppello (PE)                    |                     |
| A.C. Manoppello          | Manoppello (PE)                         |                     |
| A.P. Montesilvano        | Montesilvano (PE)                       |                     |
| Pol. Oratoriana          | L'Aquila                                |                     |
| A.S. Popoli              | Popoli (PE)                             |                     |
| S.S. San Benedetto       | San Benedetto dei Marsi (AQ)            |                     |
| A.S. San Valentino       | San Valentino in Abruzzo Citeriore (PE) |                     |
| A.C. Scafa               | Scafa (PE)                              |                     |
| S.S. Torrese             | Torre de' Passeri (PE)                  |                     |
| S.S. Virtus Piano d'Orta | Piano d'Orta (PE)                       |                     |

### Classifica finale
|  | Pos. | Squadra             | Pt | G  | V | N | P | GF | GS | DR |
|  | ---- | ------------------- | -- | -- | - | - | - | -- | -- | -- |
|  | 1.   | Virtus Piano d'Orta | ?? | 26 |   |   |   |    |    |    |
|  | 2.   | ???                 | ?? | 26 |   |   |   |    |    |    |
|  | 3.   | ???                 | ?? | 26 |   |   |   |    |    |    |
|  | 4.   | ???                 | ?? | 26 |   |   |   |    |    |    |
|  | 5.   | ???                 | ?? | 26 |   |   |   |    |    |    |
|  | 6.   | ???                 | ?? | 26 |   |   |   |    |    |    |
|  | 7.   | ???                 | ?? | 26 |   |   |   |    |    |    |
|  | 8.   | ???                 | ?? | 26 |   |   |   |    |    |    |
|  | 9.   | ???                 | ?? | 26 |   |   |   |    |    |    |
|  | 10.  | ???                 | ?? | 26 |   |   |   |    |    |    |
|  | 11.  | ???                 | ?? | 26 |   |   |   |    |    |    |
|  | 12.  | ???                 | ?? | 26 |   |   |   |    |    |    |
|  | 13.  | ???                 | ?? | 26 |   |   |   |    |    |    |
|  | 14.  | ???                 | ?? | 26 |   |   |   |    |    |    |

Legenda:
      Ammesso alle finali regionali.
      Retrocesso in Prima Divisione.
Regolamento:
Due punti a vittoria, uno a pareggio, zero a sconfitta.
Pari merito in caso di pari punti.

## Finali regionali
|                     | Risultato |                     | Luogo e data           |
| ------------------- | --------- | ------------------- | ---------------------- |
| Virtus Piano d'Orta | 4 - 1     | Ortona              | Piano d'Orta, ? ? 1960 |
|                     |           |                     |                        |
| Ortona              | 1 - 0     | Virtus Piano d'Orta | Ortona, ? ? 1960       |
|                     |           |                     |                        |

### Spareggio
|        | Risultato |                     | Luogo e data      |
| ------ | --------- | ------------------- | ----------------- |
| Ortona | 3 - 2     | Virtus Piano d'Orta | Pescara, ? ? 1960 |
|        |           |                     |                   |

- Ortona promossa in Serie D 1960-1961, ed ammessa alle finali interregionali.